# Joseph Heim
Joseph Heim foi um piloto alemão da Luftwaffe durante a Segunda Guerra Mundial. Abateu 5 aeronaves inimigas com um Messerschmitt Me 262, o que fez dele um ás da aviação.